# Raphael Breuer
Raphael Breuer (geboren am 11. Februar 1881 in Pápa, Österreich-Ungarn; gestorben 9. Januar 1932 in Aschaffenburg) war ein orthodox-jüdischer Religionsgelehrter, Bibelkommentator und Gemeinderabbiner.

## Leben
Raphael Breuer war der älteste Sohn von Sophie (Zippora), der jüngsten Tochter von Samson Raphael Hirsch, und Salomon Breuer. Sein Vater war Oberrabbiner in Pápa, bis er 1890 als Nachfolger Hirschs im Rabbinat der Israelitischen Religionsgesellschaft in Frankfurt am Main berufen wurde. Raphael Breuer erhielt seine Ausbildung in der vom Vater in Frankfurt gegründeten Jeschiwa, bei Rabbiner Salomon Kutner in Eisenstadt sowie in der Wiener Schiffschul bei Jesaja Fürst. Nach der Reifeprüfung studierte er in Mainz, Gießen und Straßburg und promovierte 1905 mit einer Arbeit über Jacques Bongars. Von 1909 bis zu seinem Tode amtierte er als „Aschaffenburger Rav“, als Gemeinderabbiner in Aschaffenburg.
In seinen Schriften trat er besonders durch seine scharf antizionistische Polemik hervor. Gemeinsam mit seinem Bruder Josef Breuer arbeitete er an der Kommentierung der Schriften der Hebräischen Bibel. Aus seiner Feder erschienen Bibelkommentare zu den Büchern Ruth (1908), Esther (1910), Kohelet (1911) und zum Buch der Richter (1922). Sein 1912 erschienener Kommentar zum Hohenlied erregte besonderes Aufsehen, da er sich in ihm um eine wörtliche Auslegung des Hohenliedes bemühte. In diesem Kommentar legte er seine Auffassung dar, dass das Hohelied seinem Wortsinn nach kein Liebeslied, sondern eine paränetische Beispielerzählung sei, die ihren Lesern ein abschreckendes Beispiel geben, ihnen also zeige wolle, wie sie sich nicht verhalten dürften. 1923 stellte er seinem ersten Kommentar zum Hohenlied einen zweiten Kommentar zur Seite, der das allegorische Verständnis des Hohenliedes (als Lied der Liebe zwischen Gott und seinem Volk Israel) zum Inhalt hat. 1915 erschien sein Kommentar zum Josuabuch, in dem er sich unter dem Eindruck des Ersten Weltkrieges kritisch mit den Bestrebungen des zeitgenössischen Zionismus auseinandersetzte.